# Midlands Orientali
Le Midlands Orientali (East Midlands in inglese) sono una delle regioni dell'Inghilterra e occupano per la maggior parte la zona orientale della regione tradizionale delle Midlands. Le città principali sono Nottingham, Leicester e Derby. Le Midlands Orientali confinano con le regioni Est dell'Inghilterra a sud-est, Sud Est a sud, Midlands Occidentali a ovest, Nord Ovest a nord-ovest e Yorkshire e Humber a nord. A est sono bagnate dal Mare del Nord. East Midlands Councils è il coordinamento delle autorità locali.
Altre città nella regione comprendono Bolsover, Boston, Chesterfield, Corby, Daventry, Kettering, Hinckley, Lincoln, Long Eaton, Loughborough, Lutterworth, Oakham, Mansfield, Matlock, Market Harborough, Melton Mowbray, Newark-on-Trent, Northampton, Rushden, Sutton-in-Ashfield, Uppingham, Wellingborough e Worksop.

## Suddivisioni
| Mappa               | Contea cerimoniale  | Contea/autorità unitaria                                                                                  | Distretti |
| ------------------- | ------------------- | --- | --- |
|                     | Derbyshire          | 1. Derbyshire                                                                                             | High Peak, Derbyshire Dales, South Derbyshire, Erewash, Amber Valley, North East Derbyshire, Chesterfield, Bolsover |
| 2. Derby            | Derbyshire          | | |
| Nottinghamshire     | 3. Nottinghamshire  | Rushcliffe, Broxtowe, Ashfield, Gedling, Newark and Sherwood, Mansfield, Bassetlaw                        | |
| Nottinghamshire     | 4. Nottingham       | | |
| Lincolnshire        | 5. Lincolnshire     | Lincoln, North Kesteven, South Kesteven, South Holland, Boston, East Lindsey, West Lindsey                | |
| Leicestershire      | 6. Leicestershire   | Charnwood, Melton, Harborough, Oadby and Wigston, Blaby, Hinckley and Bosworth, North West Leicestershire | |
| Leicestershire      | 7. Leicester        | | |
| 8. Rutland          |                     | | |
| 9. Northamptonshire | 9. Northamptonshire | South Northamptonshire, Northampton, Daventry, Wellingborough, Kettering, Corby, East Northamptonshire    | |